# 贝雷斯
贝雷斯，是西班牙安达卢西亚自治区阿尔梅里亚省的一个市镇。 总面积39km2, 总人口137人（2001年），人口密度4人/km2。